# Edward James Olmos

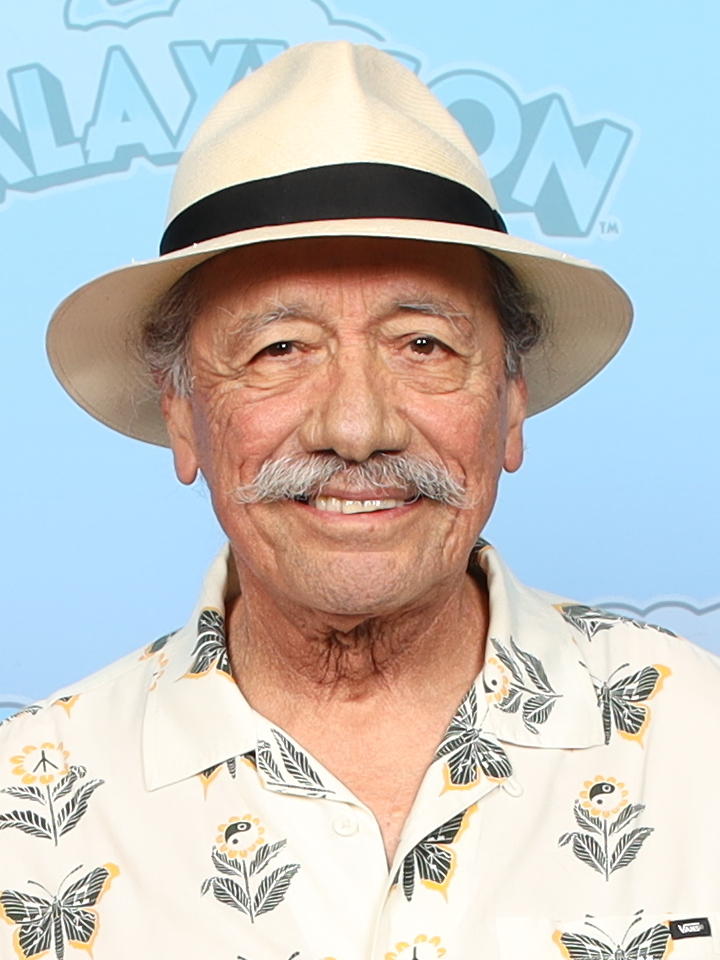
Edward James Olmos (2024)

Edward James Olmos (* 24. Februar 1947 in Los Angeles, Kalifornien, USA) ist ein US-amerikanischer Schauspieler mexikanischer Abstammung. Er arbeitete auch als Regisseur und Produzent.

## Leben
Als seit frühester Jugend begeisterter Baseballspieler entschied Olmos sich im Alter von 13 Jahren für eine Karriere als Rocksänger. In den 1960er und 1970er Jahren hatte er damit beachtlichen Erfolg bei Auftritten in Clubs auf dem Sunset Strip in Los Angeles. Für seine Hauptrolle in dem Broadway-Stück Zoot Suit erhielt er 1978 den Tony Award. Ein Freund riet ihm dann, ins Schauspielfach zu wechseln. Seine wohl bekanntesten Rollen sind „Gaff“ in dem Kultfilm Blade Runner und „Lt. Castillo“’ in der Fernsehserie Miami Vice. 1989 wurde er als bester männlicher Hauptdarsteller in Stand and Deliver für den Oscar nominiert. Den Golden Globe Award gewann er zweimal als bester Nebendarsteller in einer Serie, Mini-Serie oder TV-Film, 1986 für Miami Vice und 1995 für Flammen des Widerstandes. Für seine Rolle im Filmdrama Selena – Ein amerikanischer Traum gewann er den American Latino Media Arts Award und den Lone Star Film & Television Award. 2016 erhielt er im Rahmen der Satellite Awards 2016 für sein Lebenswerk den Mary Pickford Award.
Zwischen 2003 und 2009 spielte er „Commander/Admiral William ‘Bill’ Adama“ in der Science-Fiction-Serie Battlestar Galactica. Danach war er unter anderem als Gast in der Serie CSI: NY und 2011 in The Green Hornet zu sehen. Ebenfalls 2011 verkörperte Olmos Professor Gellar in den ersten zehn Folgen der sechsten Staffel von Dexter. Olmos spielt in dem Sequel Blade Runner 2049 wiederum den gealterten „Gaff“.
Olmos gab 1985 mit der Inszenierung einer Folge der Serie Miami Vice sein Regiedebüt. 1992 drehte er mit Das Gesetz der Gewalt seinen ersten Spielfilm. Er zeichnete auch für die Produktion und die Hauptrolle verantwortlich. Weitere Regiearbeiten folgten in den 2000er Jahren. Neben einigen Episoden von Battlestar Galactica drehte er den 2006 veröffentlichten Fernsehfilm Walkout – Aufstand in L. A. sowie Battlestar Galactica: The Plan. 2019 folgte der Thriller The Devil Has a Name.
Geprägt durch seine von Armut und Gewalt gekennzeichnete Jugend in East Los Angeles engagiert sich Olmos als UNICEF-Botschafter massiv in der Jugendarbeit und für die Rechte von Kindern.
Olmos ist seit 2002 mit der 31 Jahre jüngeren Lymari Nadal verheiratet. Zwischen 1994 und 2002 war er mit der Schauspielerin Lorraine Bracco in zweiter Ehe verheiratet. Aus seiner ersten von 1971 bis 1992 bestehenden Ehe hat er zwei Kinder, Bodie und Mico Olmos.

## Filmografie (Auswahl)
- 1975: Kojak – Einsatz in Manhattan (Kojak, Fernsehserie, Folge 3x14)
- 1977: Starsky & Hutch (Starsky and Hutch, Fernsehserie, Folge 2x13)
- 1977: Hawaii Fünf-Null (Hawaii Five-O, Fernsehserie, Folge 9x14)
- 1980: Overkill – Durch die Hölle zur Ewigkeit (復活の日 Fukkatsu no hi)
- 1981: Wolfen
- 1982: Blade Runner
- 1982–1984: Polizeirevier Hill Street (Hill Street Blues, Fernsehserie, 3 Folgen, verschiedene Rollen)
- 1984–1989: Miami Vice (Fernsehserie)
- 1988: Stand and Deliver
- 1989: Triumph des Geistes (Triumph of the Spirit)
- 1991: Sein größtes Spiel (Talent for the Game)
- 1992: Das Gesetz der Gewalt (American Me)
- 1994: Eine Million für Juan (A Million to Juan)
- 1994: Flammen des Widerstandes (The Burning Season, Fernsehfilm)
- 1995: Die perfekte Täuschung (Mirage)
- 1997: Die 12 Geschworenen (12 Angry Men, Fernsehfilm)
- 1997: Selena – Ein amerikanischer Traum (Selena)
- 1997–1998: Ein Hauch von Himmel (Touched By An Angel, Fernsehserie, 2 Folgen)
- 1998: U-Bahn-Inferno: Terroristen im Zug (The Taking of Pelham One Two Three, Fernsehfilm)
- 1998: Ein Anzug für jede Gelegenheit (The Wonderful Ice Cream Suit)
- 1999: Bonanno: A Godfather’s Story
- 1999–2000: The West Wing – Im Zentrum der Macht (The West Wing, Fernsehserie, 2 Folgen)
- 2000: Der Weg nach El Dorado (The Road to El Dorado, Zeichentrickfilm, Stimme)
- 2003–2009: Battlestar Galactica (Fernsehserie)
- 2006: Walkout – Aufstand in L.A. (Walkout)
- 2006: Recycled Life (Dokumentarfilm, Sprecher)
- 2010: I’m Still Here
- 2010: CSI: NY (Fernsehserie, Folge 7x04)
- 2011: The Green Hornet
- 2011: Eureka – Die geheime Stadt (Eureka, Fernsehserie, Folge 4x21, Stimme)
- 2011: Dexter (Fernsehserie, 9 Folgen)
- 2013: 2 Guns
- 2015: Marvel’s Agents of S.H.I.E.L.D. (Fernsehserie)
- 2017: Narcos (Fernsehserie, 2 Folgen)
- 2017: Blade Runner 2049
- 2017: Blade Runner Black Out 2022 (Kurzfilm, Stimme)
- 2017: Coco – Lebendiger als das Leben! (Coco, Stimme)
- 2018–2023: Mayans M.C. (Fernsehserie)
- 2019: Die unglaublichen Abenteuer von Bella (A Dog’s Way Home)
- 2019: The Devil Has a Name (Auch Regie und Produktion)
- 2024: One Fast Move
- 2024: Blue Bloods – Crime Scene New York (Fernsehserie, 1 Folge)